# Mario Rivillos
Mario Rivillos es un jugador de fútbol sala español que juega en la posición de ala en el Palma Futsal y con la selección de fútbol sala de España, con la que ganó la Eurocopa de fútbol sala de 2016.
En dicho torneo fue el máximo goleador del torneo, con 6 goles, los mismos que Ricardinho o que Miguelín. Con el Inter Movistar ganó varias veces la Liga Nacional de Fútbol Sala.

## Palmarés
El palmarés del jugador es el siguiente:

### Inter Movistar
- Liga Nacional de Fútbol Sala (4): 2014, 2015, 2016, 2017
- Copa de España de Fútbol Sala (3): 2014, 2016, 2017
- Copa del Rey de fútbol sala (2): 2015, 2018
- Liga de Campeones de la UEFA de fútbol sala (1): 2017

### FC Barcelona
- Liga Nacional de Fútbol Sala (1): 2019
- Copa de España de Fútbol Sala (2): 2019, 2020
- Supercopa de España de Fútbol Sala (2): 2019, 2020
- Copa del Rey de fútbol sala (1): 2019
- Liga de Campeones de la UEFA de fútbol sala (1): 2020

### Palma Futsal
- Liga de Campeones de la UEFA de fútbol sala (3): 2023, 2024, 2025
- Copa Intercontinental de fútbol sala (2): 2023, 2024

### Selección española
- Eurocopa de fútbol sala (1): 2016

## Clubes
- Carnicer Torrejon (2008-2012)
- Inter Movistar (2012-2017)
- F. C. Barcelona Lassa (2017-2020)
- Levante UD FS (2020-2022)
- Palma Futsal (2022-presente)